# Indus Vallis
Indus Vallis é um vale no quadrângulo de Arabia em Marte, localizado a 19.3° latitude norte e 321.3° longitude oeste. Sua extensão é de 307 km e recebeu o nome de um rio no Paquistão.
Indus Vallis parece alimentar uma série de pequenas crateras situadas na borda sudeste da cratera Cassini, algumas dessas crateras aparentam estar interligadas por canais.